# Chmeliwka (rejon gródecki)
Chmeliwka (ukr. Хмелівка, pol. Chmielówka) – wieś na Ukrainie, w obwodzie chmielnickim, w rejonie gródeckim.

## Dwór
Parterowy dwór wybudowany w stylu klasycystycznym przez Ludwika Modzelewskiego w 1867 r., kryty dachem dwuspadowym; od frontu portyk z czterema kolumnami doryckimi podtrzymującymi trójkątny fronton. Zniszczony w 1917 r.